# Helicsa Helicópteros
Helicsa Helicópteros S.A. ist ein 1965 gegründetes spanisches Luftfahrtunternehmen. Der Firmensitz ist in Madrid. 

## Geschichte
Das Hubschrauberunternehmen begann seine Tätigkeit 1965 mit Dienstleistungen in der Landwirtschaft mit dem Ausbringen von Pflanzenschutzmitteln aus der Luft. 1972 nahm das Unternehmen Transportdienstleistungen zum Personen- und Materialtransport zu Ölplattformen auf. Ab 1991 wurde Helisca der offizielle Flugdienstleister zur Rettung Schiffbrüchiger im Auftrage der Sociedad de Salvamento y Seguridad Marítima. 2001 waren bereits 30 Rettungshubschrauber von Helicsa für die Sociedad de Salvamento y Seguridad Marítima in Spanien im Einsatz.

## Kapitalbeteiligung
2003 gründeten Helicsa Helicópteros und Helicópteros del Sureste gemeinsam die INAER Gruppe, die heute international eine Flotte von rund 305 Hubschraubern betreibt. Um die Flugdienste in Spanien durchzuführen, betreibt das Unternehmen alleine in Spanien eine Flotte von über 160 Fluggeräten und beschäftigt weltweit rund 1400 Mitarbeiter. Der Hauptstandort und Wartungszentrum der spanischen Hubschrauberflotte befindet sich auf dem Aeródromo de Muchamiel in Alicante. Derzeit ist Helicsa als "Off-Shore" Division im Flugeinsatz innerhalb der INAER Gruppe.